# Indra Sinha

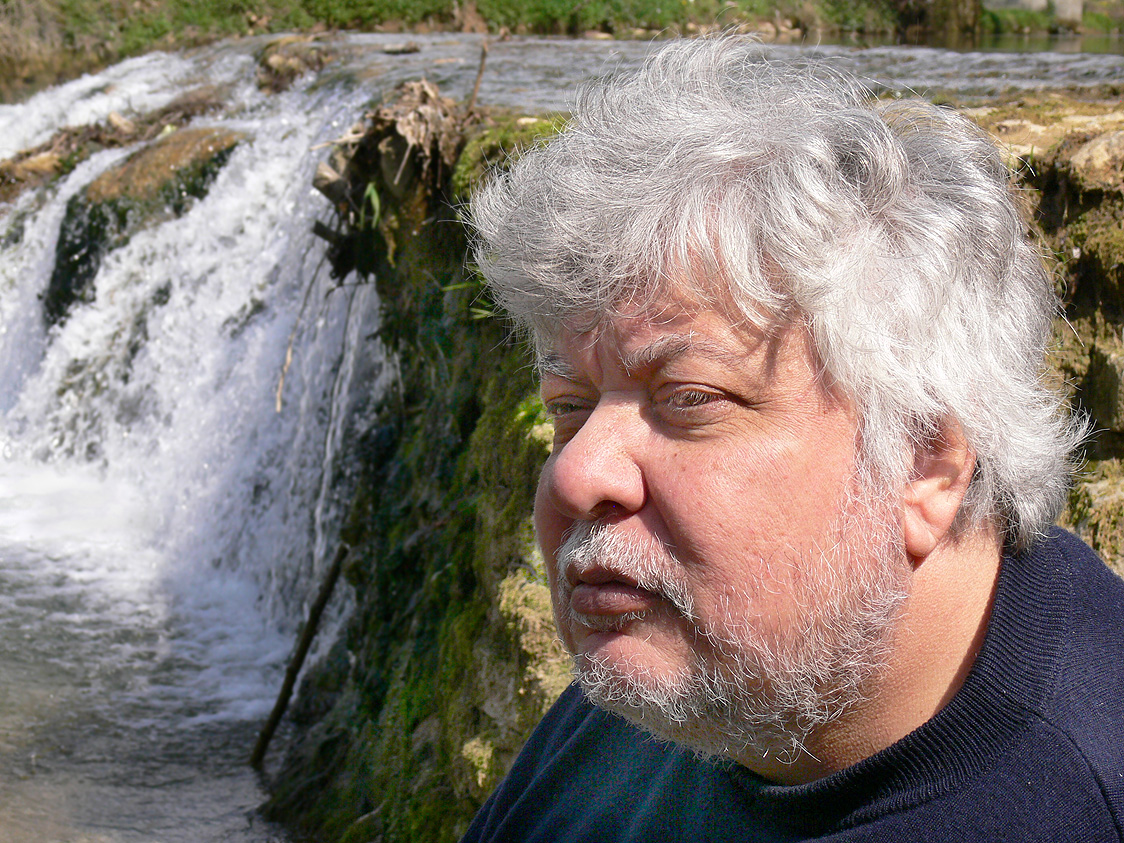
Indra Sinha

Indra Sinha é um escritor, novelista e tradutor anglo-indiano. Inicialmente tradutor para a Collett Dickenson Pearce & Partners, Sinha foi votado como um das principais tradutores britânicos de sempre.
Os livros de Indra Sinha, em adição às suas traduções de antigos textos sânscrito para língua inglesa, incluem memórias não-ficcionais da geração pré-internet e novelas baseadas no caso de K. M. Nanavati vs. State of Maharashtra (The Death of Mr. Love)  ou no Desastre de Bhopal (Animal's People). Animal's People foi nomeado em 2007 para o Man Booker Prize.
Sinha é filho de um oficial da marinha indiana e de uma escritora inglesa. Foi educada no MayoCollege, Ajmer, Rajasthan, na Índia, onde estudou Hindi e Sânscrito. Mais tarde frequentou a Escola de Oakham em Rutland e o Colégio de Pembroke, em Cambrige, ambos no Reino Unido, onde estou literatura inglesa. Falhou ao persuadir a BBC para que lhe concedessem verbas para a realização de documentários, e inciou-se como tradutor. Depois de viver cerca de quatro décadas no Reino Unido, junto com a sua esposa, vive agora no sul da França. Juntos têm três filhos já adultos.